# Rathaus Pegau

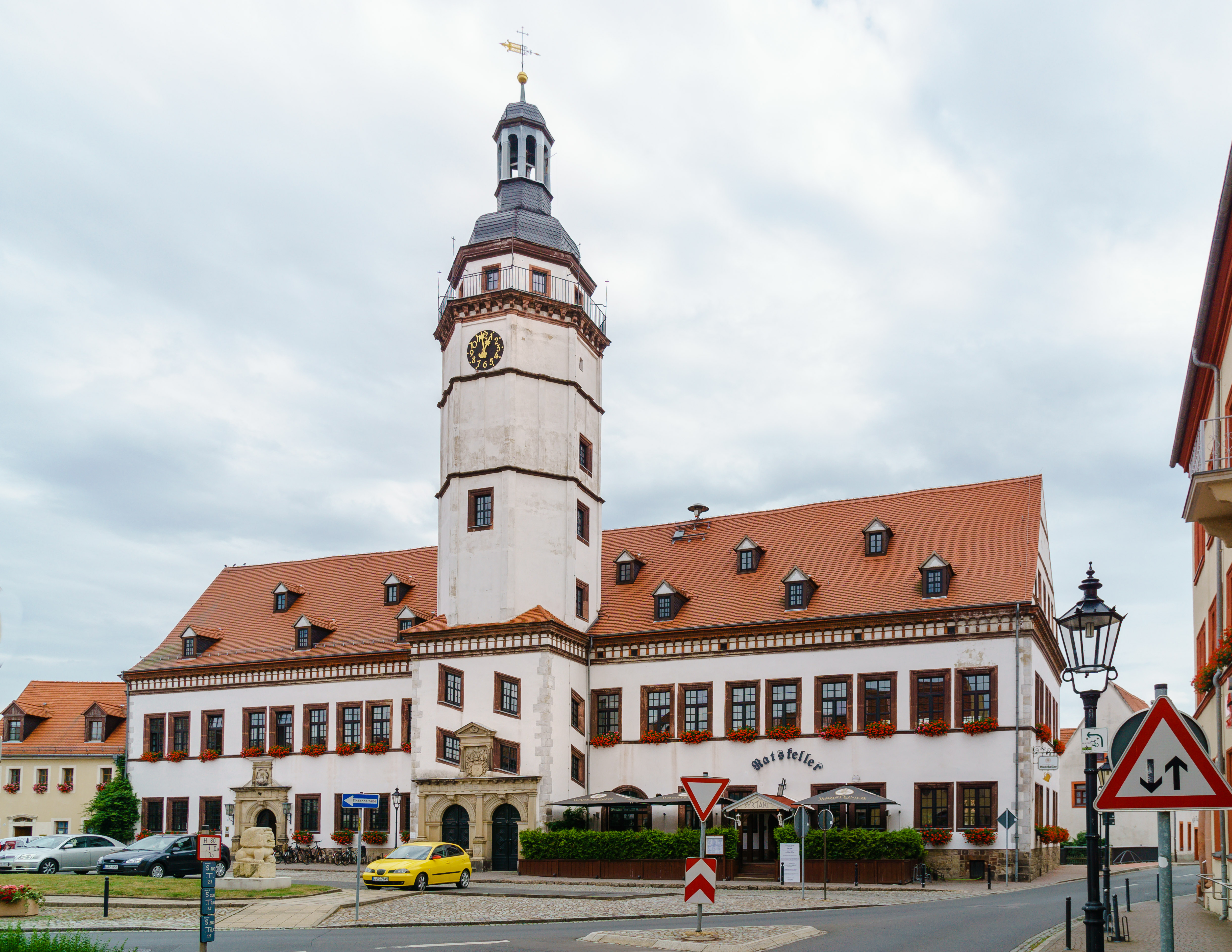
Rathaus Pegau

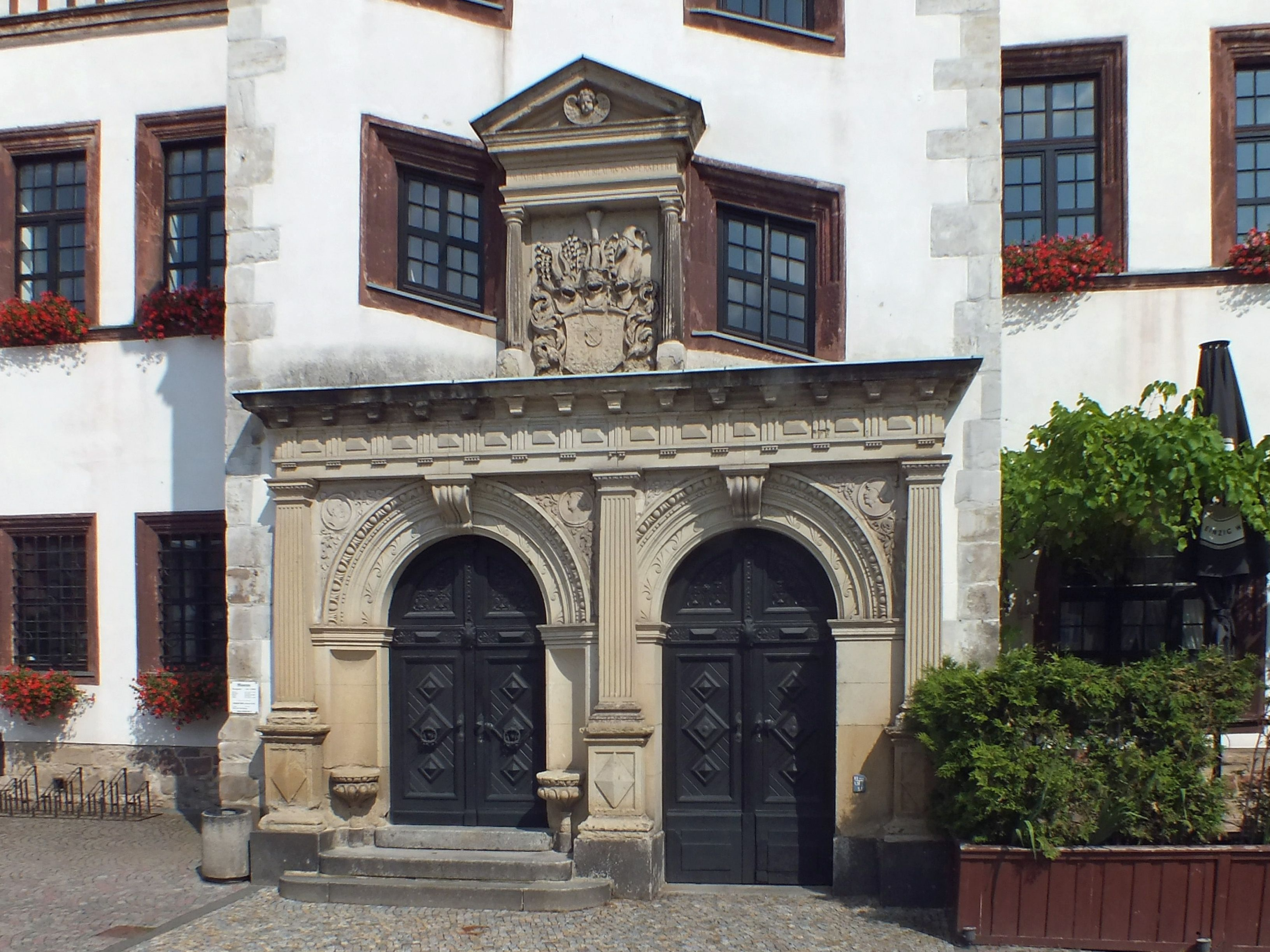
Doppelportal

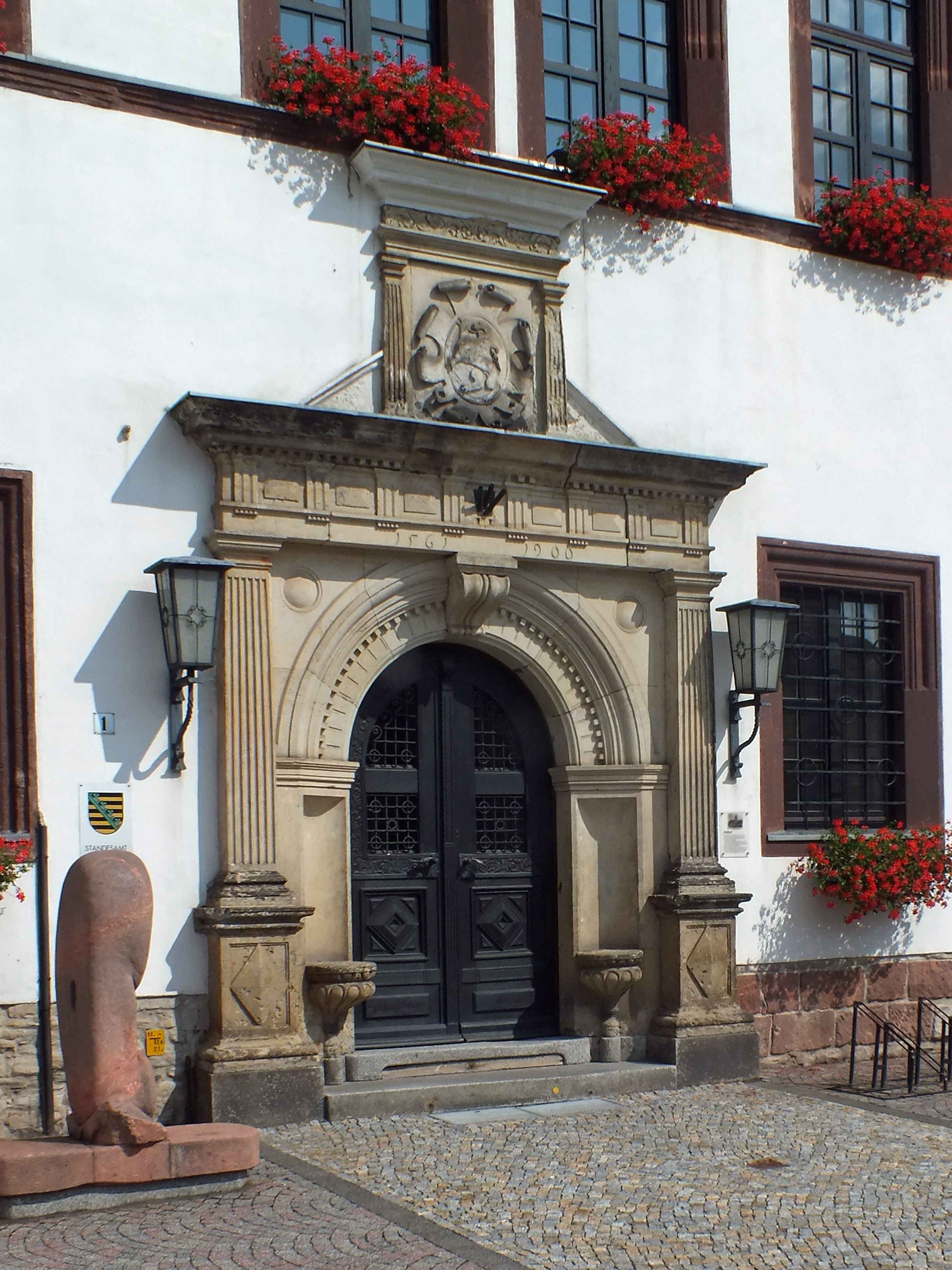
Sitznischenportal

Das Rathaus Pegau ist ein markantes Gebäude der Renaissance in Pegau im Landkreis Leipzig in Sachsen und wird von der Stadtverwaltung und als Sitz des Stadtmuseums genutzt. Im ehemaligen Ratskeller im Erdgeschoss ist ein griechisches Restaurant untergebracht. Der Turm wird im Sommer als Aussichtsturm genutzt.

## Geschichte
Das Rathaus in Pegau ist ein längsseits des Marktplatzes stehendes, wertvolles Renaissancebauwerk mit einem Mittelturm, das 1559 nach einem Entwurf von Hieronymus Lotter durch den Baumeister Paul Widemann erbaut wurde. Die einst vorhandenen Zwerchhäuser wurden nach Bränden in den Jahren 1644 und 1670 abgebrochen. Im Jahr 1845 wurde der große Saal verlegt, in den Jahren 1899/1900 das Innere vollständig umgebaut und auf der Rückseite ein Treppenhaus angefügt. Restaurierungen erfolgten in den Jahren 1960 und 1993. Seit 2023 wird die Außenhülle saniert.

## Architektur
Die Anordnung mit Längsbau und Turm zeigt unverkennbar das Vorbild des Alten Rathauses in Leipzig von 1556. Das stattliche, zweigeschossige Bauwerk ist mit einem zur Marktseite hin vortretenden Turm auf einem quadratischen Grundriss ausgestattet, der in den oberen Geschossen in ein Oktogon übergeht und mit Haube und Laterne abgeschlossen ist. Große, nicht regelmäßig verteilte Rechteckfenster, am Turm zum Parallelogramm verzogen, mit profilierten Gewänden aus Porphyrtuff erhellen das Innere. Ein kräftiges Kranzgesims aus Backstein mit kleinen Ziegelkonsolen gliedert das Bauwerk. Prachtvolle Renaissanceportale mit halbrund geschlossenen Portalbögen sind unter dem von kannelierten Pilastern getragenen Gebälk angeordnet. Am Turm ist ein asymmetrisches Doppelportal zu finden, dessen linker Eingang (der zur Treppe führt), mit Sitznischen ausgestattet ist. Dieses Doppelportal ist mit Medaillonbildnissen und bekrönendem kursächsischen Wappen ausgestattet und wurde um 1900 erneuert. Ein weiteres Sitznischenportal mit den Jahreszahlen 1561 und 1900 ist mit dem Pegauer Stadtwappen versehen.